# Панхристианство

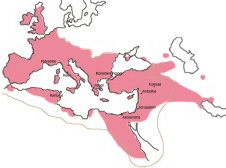
Христианский мир к 600 году н. э. после распространения христианства в Африку и Европу с Ближнего Востока

Церковь Востока в своём наибольшем размахе в Средние века

Панхристиа́нство (др.-греч. pan — «всё» и христианство) — религиозно-политическая концепция, в основе которой лежит идея объединения Христианского мира.
В Средние века были предприняты усилия для создания единого христианского государства путём объединения стран внутри христианского мира. Христианский национализм, возможно, сыграл свою роль в эпоху, когда христиане стремились вернуть себе земли, где процветало христианство. После подъёма ислама некоторые части Северной Африки, Восточной Азии, Южной Европы, Центральной Азии и Ближнего Востока утратили христианский контроль. В ответ «волна христианского завоевания вернула Испанию, Португалию и южную Италию, но не смогла вернуть ни Северную Африку, ни — с христианской точки зрения, что наиболее болезненно — Святую землю христианского мира».